# Sofiane Daham
Sofiane Daham né le 15 janvier 1996 à Saïda (Algérie) est un footballeur algérien qui évolue au poste de milieu de terrain au FC Progrès Niederkorn.

## Biographie

### En club
Né à Saida en Algérie le 15 janvier 1996, le jeune Sofiane débarque en France et joue pour l'équipe de son village en Alsace : l'USI Rosso Neri Guebwiller. Après avoir joué dans ce club, l’Algérien rejoint le FC Mulhouse pour ensuite signer à 14 ans avec le FC Sochaux-Montbéliard. Le milieu offensif remporte la coupe Gambardella en 2015 face à l'Olympique Lyonnais. Il intègre ensuite le groupe professionnel du FCSM où il apparait plusieurs fois sans pour autant avoir du temps de jeu. Il signe le 20 janvier 2016 son premier contrat professionnel et fait ses débuts dans la foulée, le 2 février contre l’US Créteil Lusitanos. Il inscrit son premier but en jaune et bleu le 28 juillet 2017 lors de la première journée de Ligue 2 face au FBBP 01. 
Il commence à trouver sa place dans l'équipe sochalien lors de la saison 2017-2018 en prenant part à vingt-huit matchs de championnat et le club décide de le prolonger.
En 2021, arrivé en fin de contrat avec son club formateur avec qui il ne prend part qu'à quatorze rencontres toutes compétitions confondues lors de cette saison 2020-2021, le club décide de ne pas le prolonger, et il signe en faveur du LB Châteauroux, qui évolue en National 1.
Le 1er juillet 2023, et après s'être vu infligé une rétrogradation administrative en National 2 La Berrichonne de Châteauroux annonce le départ de 17 joueurs dont Sofiane fait partie. Après six mois sans club, il signe un contrat avec le Progrès Niederkorn en janvier 2024 .

### En sélection
En août 2017, il est convoqué pour la première fois avec l'équipe d'Algérie pour deux matchs contre la Zambie comptant pour les éliminatoires à la Coupe du monde 2018 puis à nouveau en octobre mais n'entre pas en jeu lors des deux rassemblements. 

## Statistiques
| Saison                | Club                          | Championnat           | Championnat | Championnat | Championnat | Coupe nationale | Coupe nationale | Coupe nationale | Coupe de la Ligue | Coupe de la Ligue | Coupe de la Ligue | Compétition(s) continentale(s) | Compétition(s) continentale(s) | Compétition(s) continentale(s) | Compétition(s) continentale(s) | Total | Total | Total |
| Saison                | Club                          | Division              | M.          | B.          | P.d.        | M.              | B.              | P.d.            | M.                | B.                | P.d.              | Comp.                          | M.                             | B.                             | P.d.                           | M.    | B.    | P.d.  |
| 2015-2016             | FC Sochaux-Montbéliard        | Ligue 2               | 2           | 0           | 0           | 1               | 0               | 0               | -                 | -                 | -                 | -                              | -                              | -                              | -                              | 3     | 0     | 0     |
| 2016-2017             | FC Sochaux-Montbéliard        | Ligue 2               | 2           | 0           | 0           | 1               | 0               | 0               | 3                 | 0                 | 0                 | -                              | -                              | -                              | -                              | 6     | 0     | 0     |
| 2017-2018             | FC Sochaux-Montbéliard        | Ligue 2               | 28          | 1           | 2           | 4               | 1               | 0               | 1                 | 0                 | 0                 | -                              | -                              | -                              | -                              | 33    | 2     | 2     |
| 2018-2019             | FC Sochaux-Montbéliard        | Ligue 2               | 24          | 3           | 0           | 1               | 0               | 0               | -                 | -                 | -                 | -                              | -                              | -                              | -                              | 25    | 3     | 0     |
| 2019-2020             | FC Sochaux-Montbéliard        | Ligue 2               | 17          | 1           | 2           | 1               | 0               | 0               | 1                 | 0                 | 0                 | -                              | -                              | -                              | -                              | 19    | 1     | 2     |
| 2020-2021             | FC Sochaux-Montbéliard        | Ligue 2               | 11          | 0           | 0           | 3               | 0               | 0               | -                 | -                 | -                 | -                              | -                              | -                              | -                              | 14    | 0     | 0     |
| Sous-total            | Sous-total                    | Sous-total            | 84          | 5           | 4           | 11              | 1               | 0               | 5                 | 0                 | 1                 | -                              | -                              | -                              | -                              | 100   | 6     | 5     |
| 2021-2022             | La Berrichonne de Châteauroux | National              | 18          | 0           | 1           | 1               | 0               | 0               | -                 | -                 | -                 | -                              | -                              | -                              | -                              | 19    | 0     | 1     |
| 2022-2023             | La Berrichonne de Châteauroux | National              | 21          | 1           | 0           | 2               | 1               | 0               | -                 | -                 | -                 | -                              | -                              | -                              | -                              | 23    | 2     | 0     |
| Sous-total            | Sous-total                    | Sous-total            | 39          | 1           | 1           | 3               | 1               | 0               | -                 | -                 | -                 | -                              | -                              | -                              | -                              | 42    | 2     | 1     |
| 2023-2024             | FC Progrès Niederkorn         | BGL Ligue             | 13          | 1           | 1           | 2               | 1               | 0               | -                 | -                 | -                 | -                              | -                              | -                              | -                              | 15    | 2     | 1     |
| 2024-2025             | FC Progrès Niederkorn         | BGL Ligue             | 21          | 1           | 1           | 2               | 1               | 0               | -                 | -                 | -                 | C4                             | 2                              | 0                              | 0                              | 25    | 2     | 1     |
| Sous-total            | Sous-total                    | Sous-total            | 34          | 2           | 2           | 4               | 2               | 0               | -                 | -                 | -                 | -                              | 2                              | 0                              | 0                              | 40    | 4     | 2     |
| Total sur la carrière | Total sur la carrière         | Total sur la carrière | 157         | 8           | 7           | 18              | 4               | 0               | 5                 | 0                 | 1                 | -                              | 2                              | 0                              | 0                              | 182   | 12    | 8     |

## Palmarès
Il remporte la Coupe Gambardella en 2015 avec le FC Sochaux-Montbéliard.
Il gagne la Coupe du Luxembourg en 2024 avec le Progrès Niederkorn.